# دانشگاه فناوری سیدنی
دانشگاه فناوری سیدنی (UTS) (به انگلیسی: University of Technology Sydney) یک دانشگاه تحقیقاتی دولتی است که در سیدنی واقع در ایالت نیو ساوت ولز استرالیا قرار دارد. این دانشگاه در شکل کنونی در ۱۹۸۸ میلادی تأسیس شده اما قدمت آن به سال ۱۸۷۸ بازمی‌گردد.
این دانشگاه در ۹ دانشکده و مدرسه سازماندهی شده‌است که مجموعاً ۱۳۰ دوره کارشناسی و ۲۱۰ دوره کارشناسی ارشد را اداره می‌کنند و در سال ۲۰۲۳ جز ۱۰۰ دانشگاه برتر قرار گرفت. این دانشگاه دارای بیش از ۴۵ مرکز تحقیقاتی و مؤسسه است که به‌طور منظم با صنعت و شرکای دولتی همکاری می‌کنند. تا سال ۲۰۲۲، این دانشگاه بیش از ۲۷۰۰۰۰ فارغ‌التحصیل در ۱۴۰ کشور جهان دارد.

## رتبه‌بندی
طبق رتبه‌بندی QS در سال ۲۰۲۳، دانشگاه فناوری سیدنی ۹۰مین دانشگاه برتر دنیا و نهمین دانشگاه برتر استرالیا می‌باشد و طبق رتبه‌بندی تایمز ۱۳۳مین دانشگاه برتر جهان می‌باشد.
تا سال ۲۰۲۳، UTS سومین مقصد تقاضا در نیو ساوت ولز برای دانشجویان بوده‌است.
در سال ۲۰۲۳، آمار مرکز پذیرش دانشگاه‌ها (UAC) نشان داد که برنامه لیسانس بازرگانی در UTS دومین دوره پرتقاضا در ایالت بود، با ۸۷۷ متقاضی که آن را به عنوان اولویت اول خود قرار دادند. برنامه لیسانس پرستاری هشت رشته پرتقاضا با ۶۴۹ متقاضی بود.

## دانشکده‌های دانشگاه
محوطه اصلی UTS در مرز جنوبی منطقه مرکز تجاری سیدنی، نزدیک به ایستگاه مرکزی و میدان راه‌آهن واقع شده‌است. دانشکده‌های دانشگاه از پنج حوزه مجزا تشکیل شده‌است. برادوی، هی‌مارکت و بلکفریرز در محوطه شهر واقع شده‌اند، در حالی که محوطه‌های مور پارک و گیاه‌شناسی امکانات تخصصی را با سازمان‌های صنعتی اطراف ادغام می‌کنند.
برادوی (واقع در آلتیمو) محل دانشکده‌های علوم، بهداشت، حقوق، هنر و علوم اجتماعی، مهندسی و فناوری اطلاعات، و طراحی، معماری و ساختمان و همچنین کتابخانه UTS است. هی‌مارکت محل استارت‌آپ‌های UTS، آکادمی منطق حیوانات UTS و دو سالن سخنرانی در موزه پاورهاوس است. محوطه بلک فریرز در چیپندیل شامل مرکز کودکان بلک فریرز و تیم‌های تحقیقاتی و نوآوری است، در حالی که محوطه پارک مور دارای امکانات ورزشی در ساختمان راگبی استرالیا و محوطه گیاه‌شناسی شامل مرکز تحقیقاتی تخصصی آزمایشگاه فناوری UTS است.
این محوطه از سال ۲۰۰۸ توسط طرح جامع شهر پردیس دانشگاه، به‌علاوه یک میلیارد دلار سرمایه‌گذاری در ساختمان‌ها و تأسیسات جدید، به‌روزرسانی‌ها و نوسازی‌های اساسی به‌طور اساسی تغییر کرده‌است.

## نگارخانه

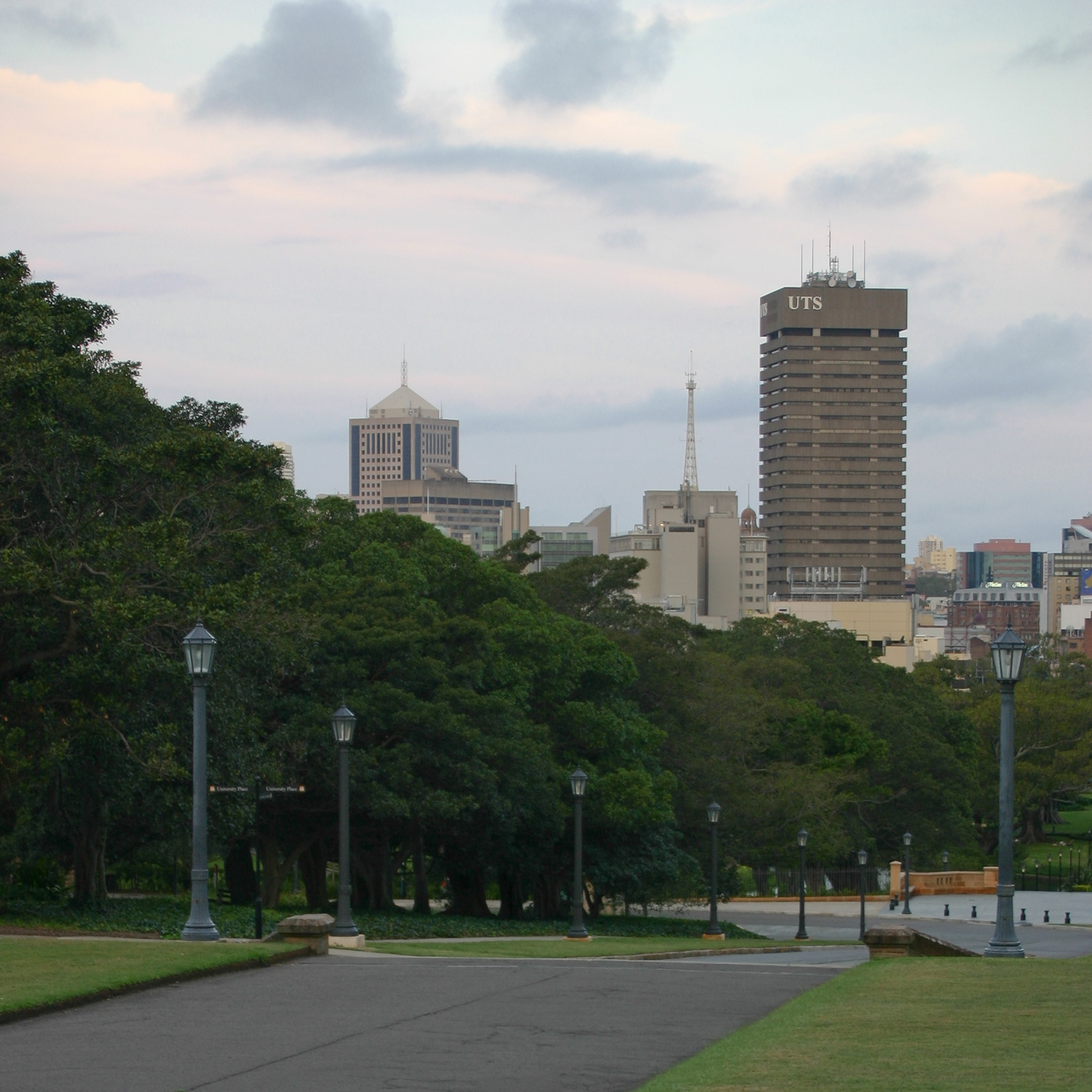
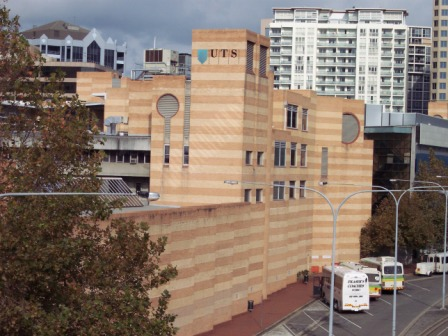
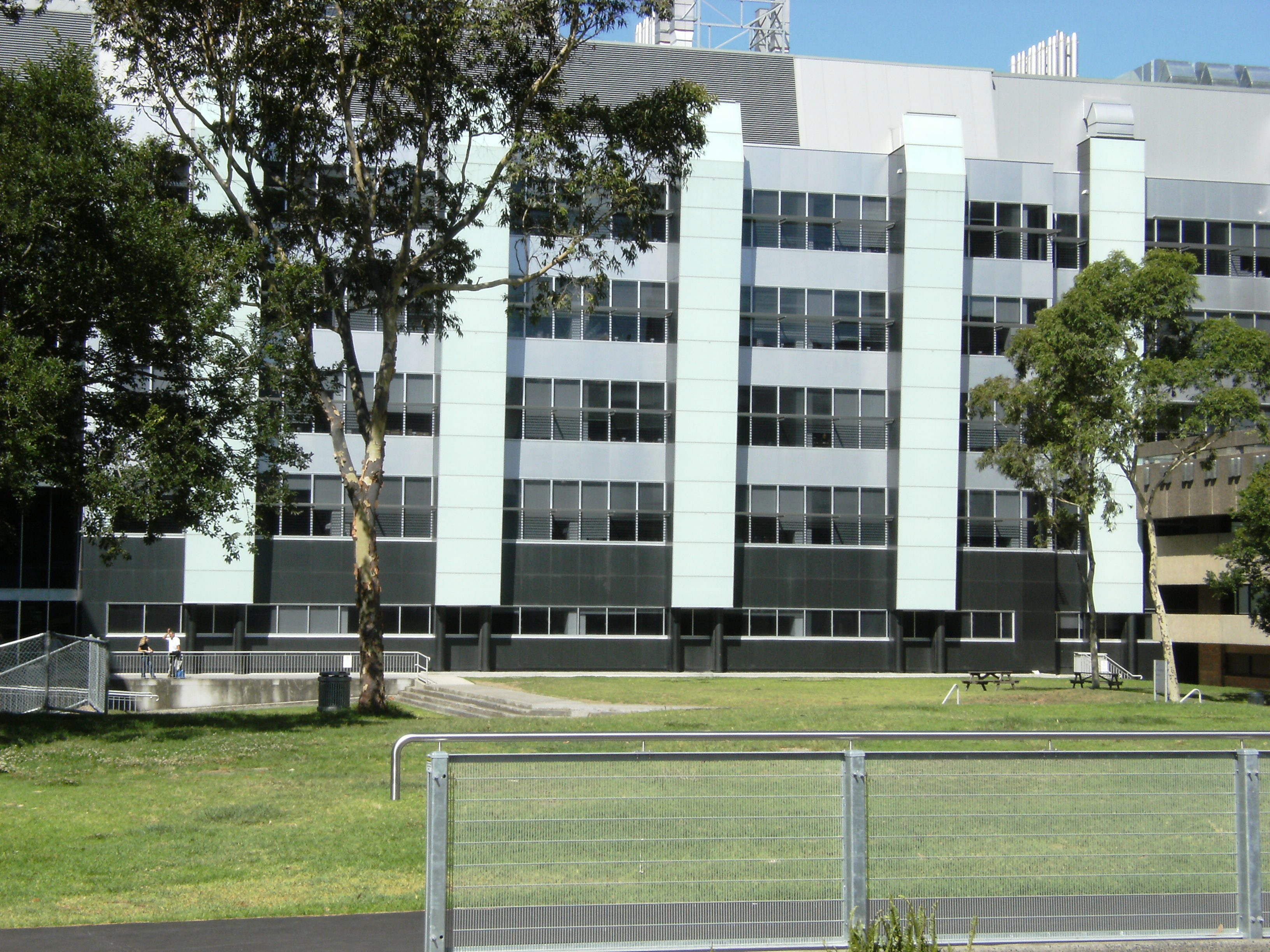
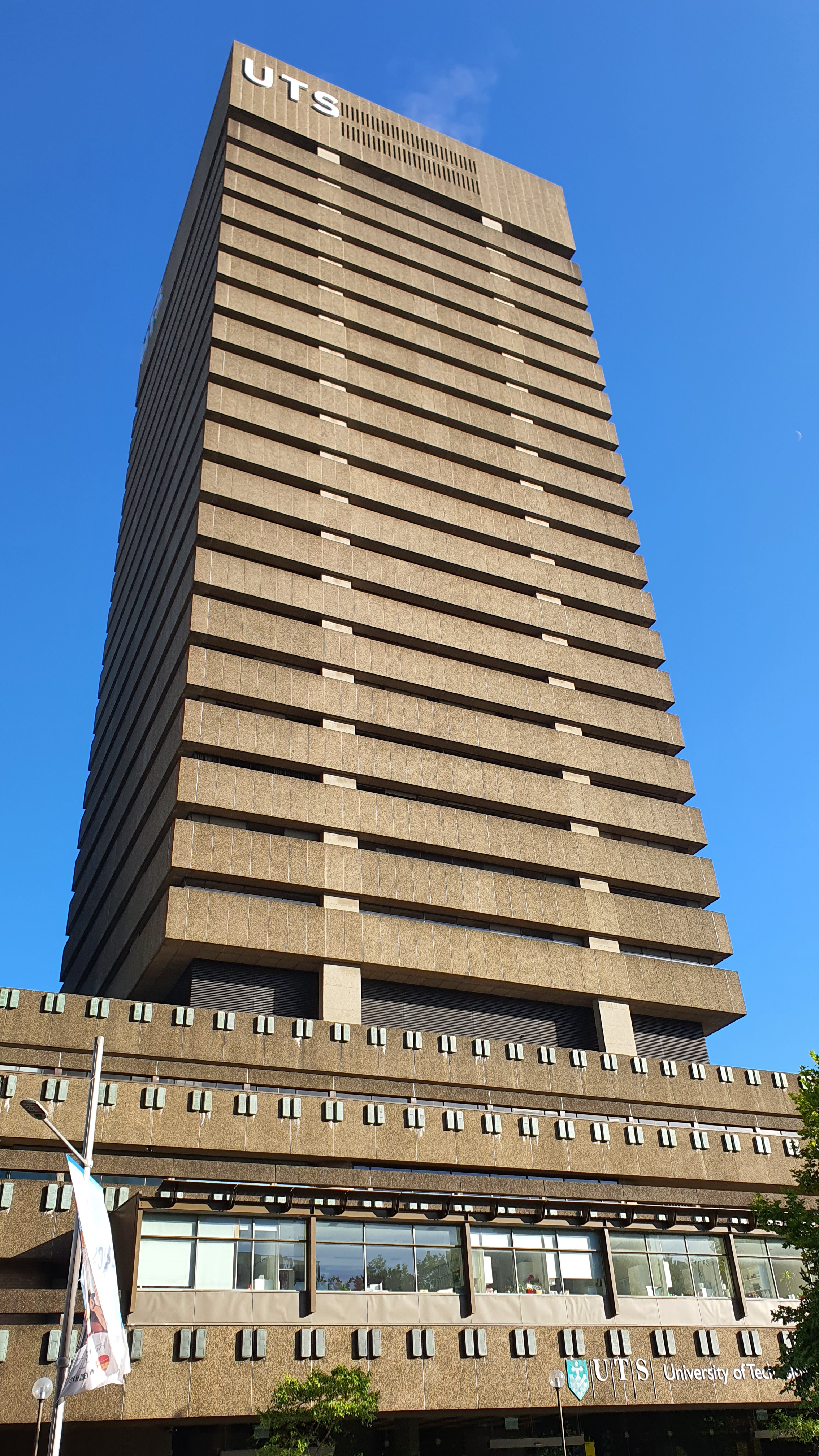
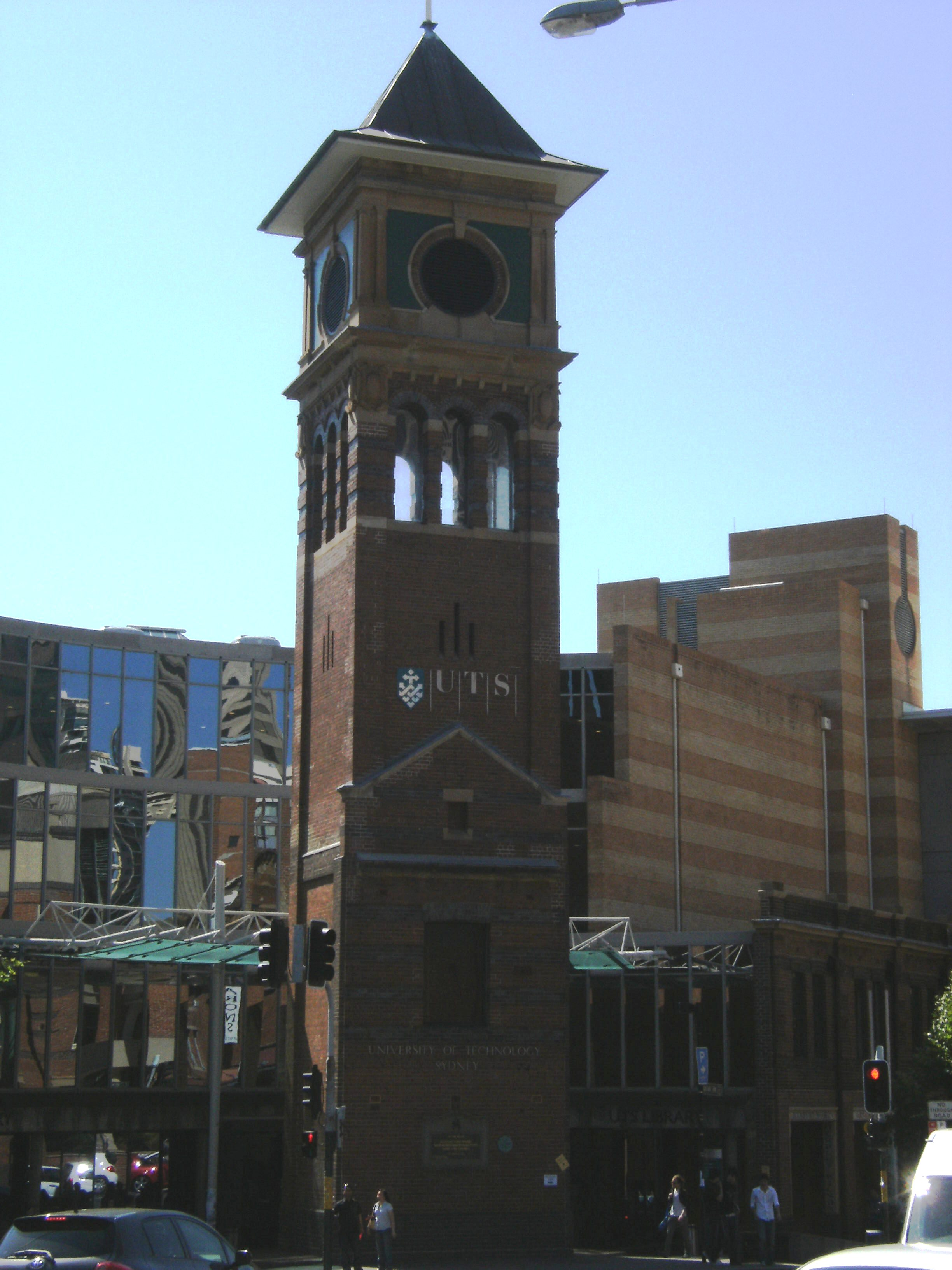
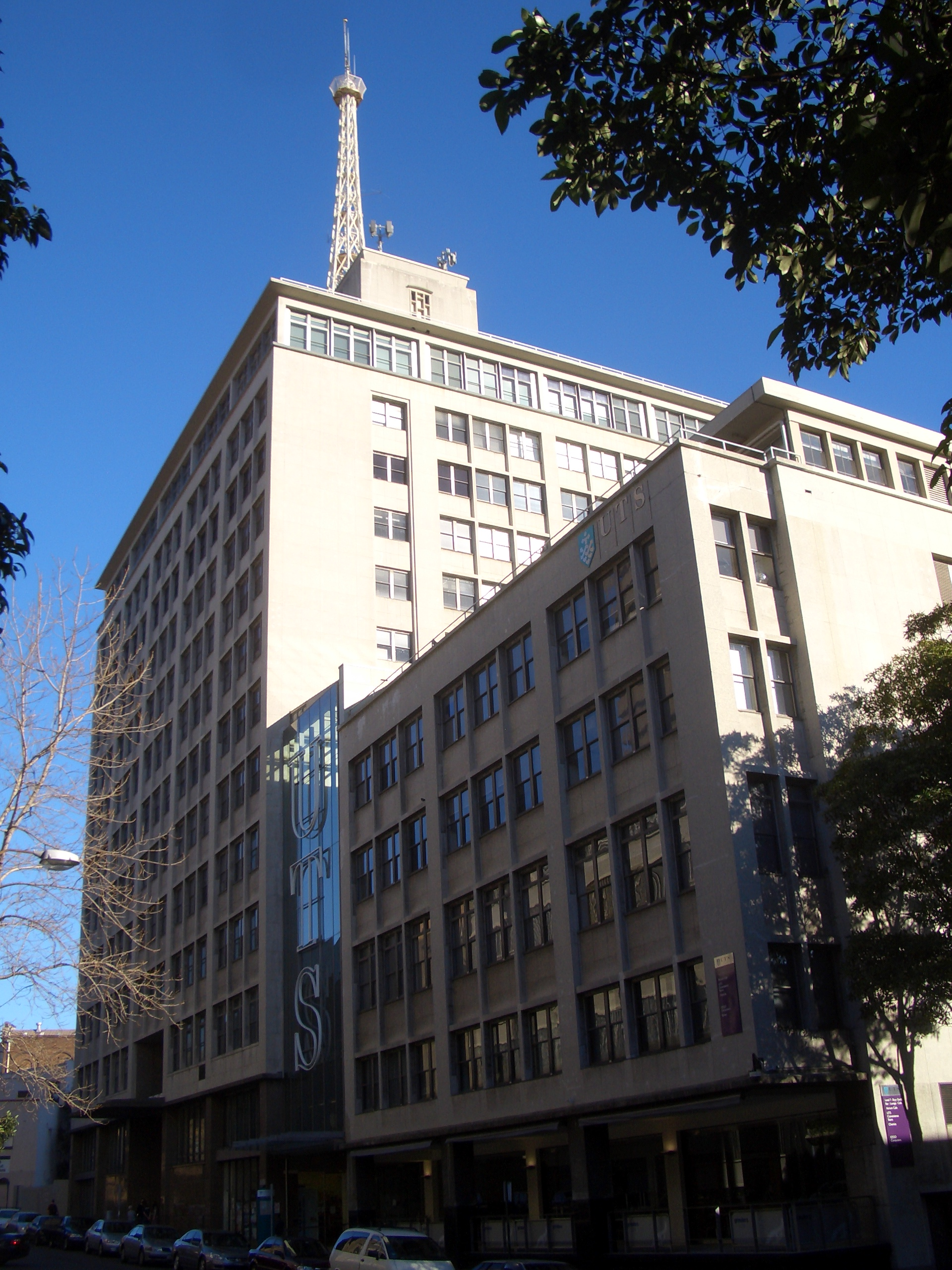
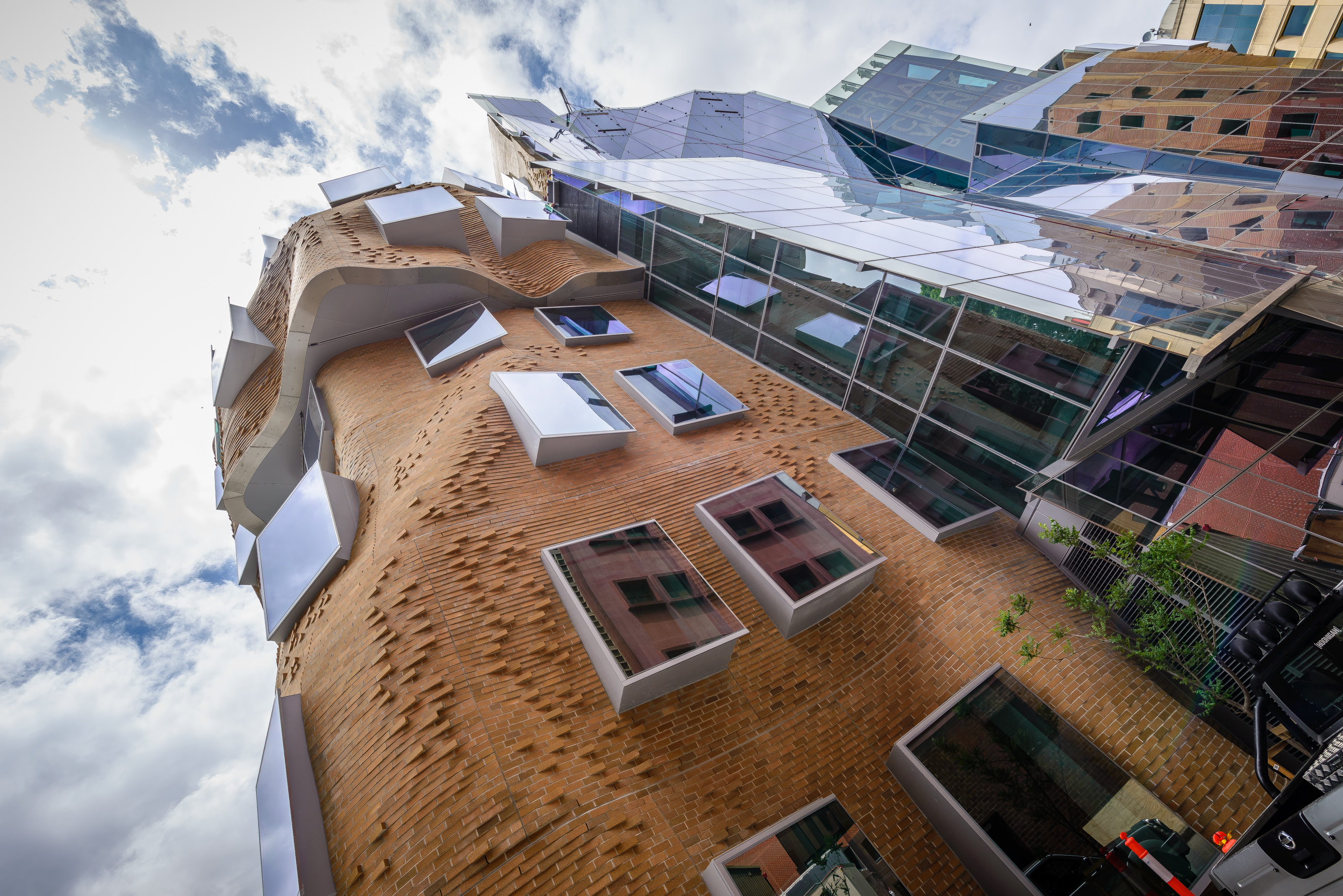
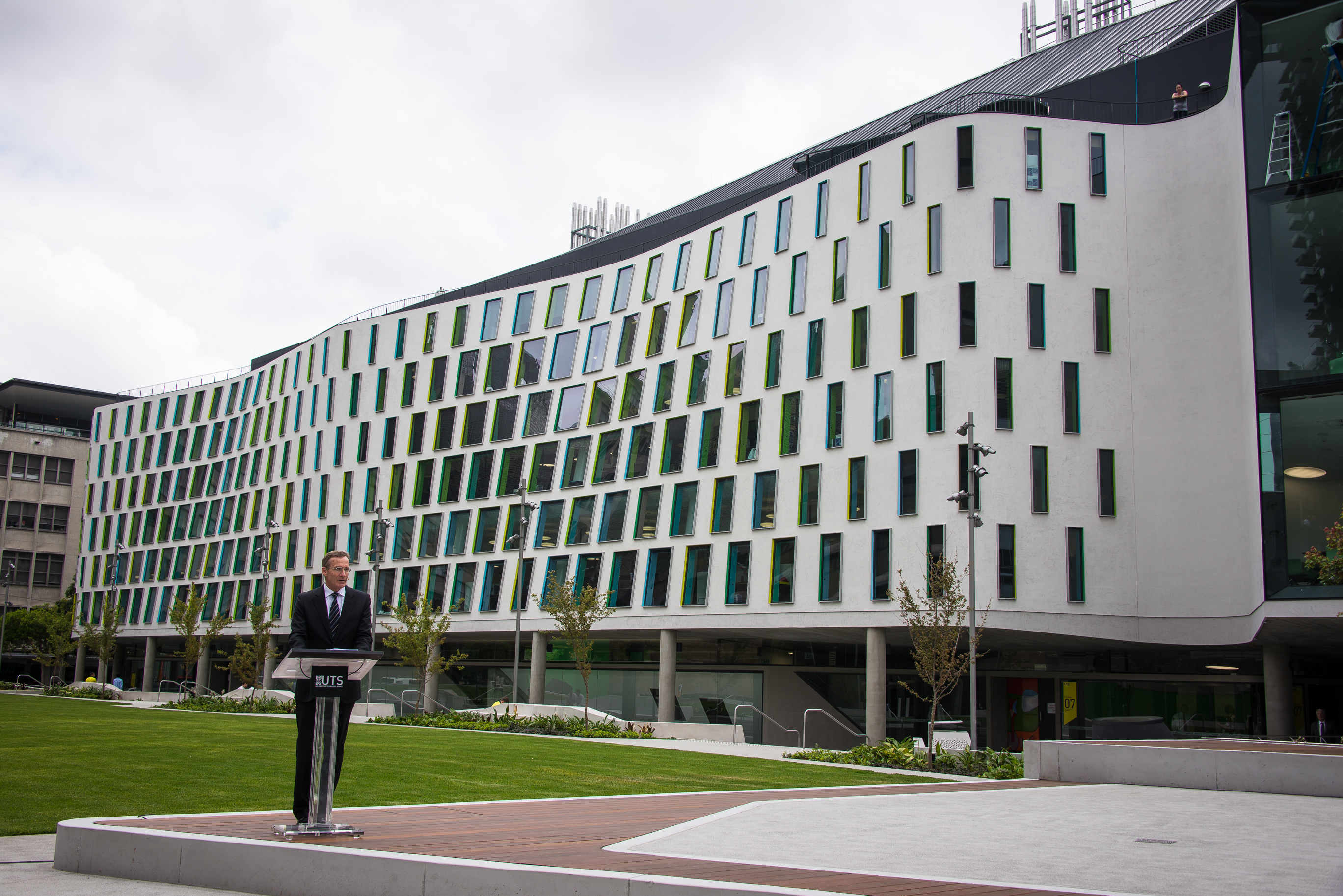
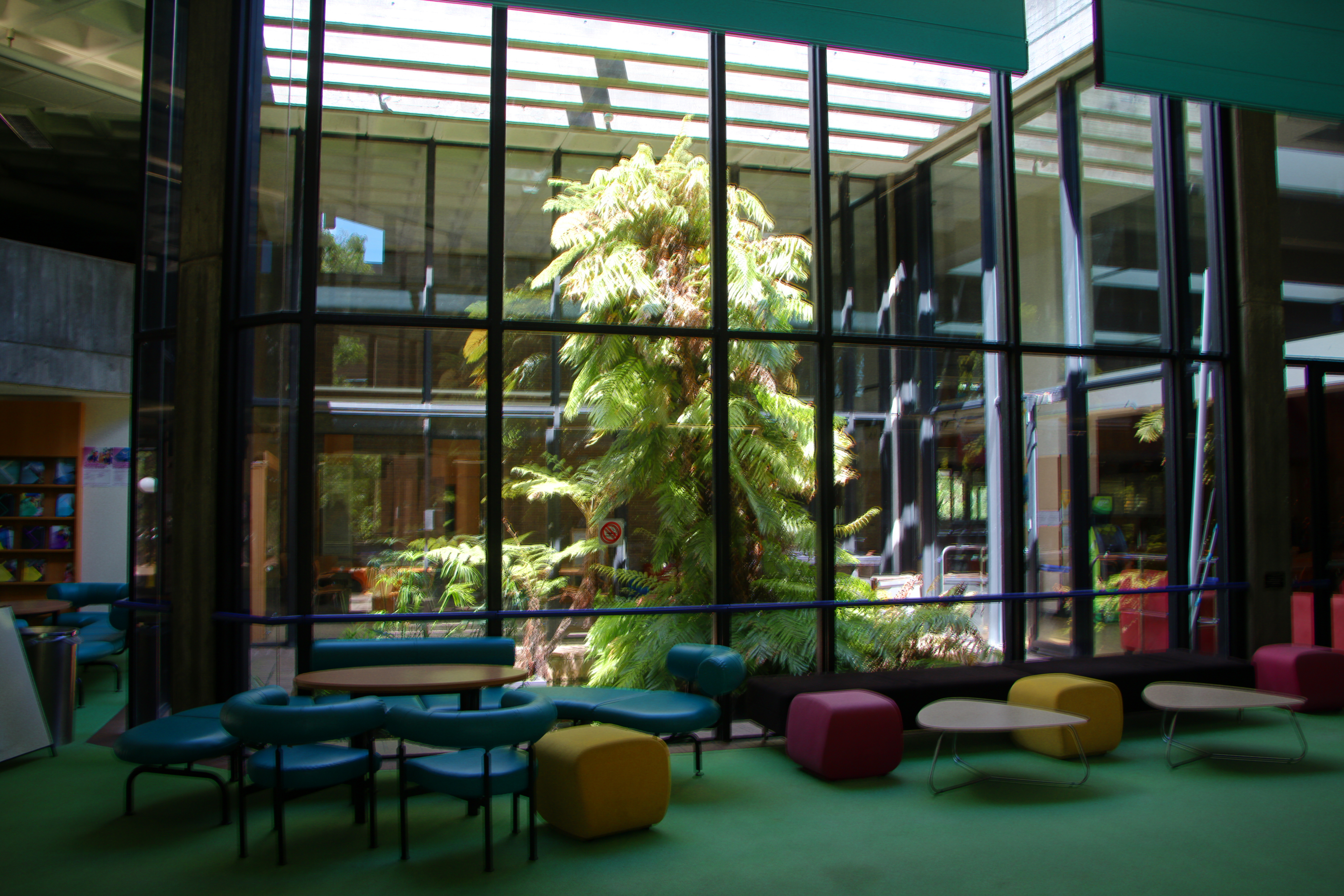